# Лужицкие горы
Лужицкие горы (чеш. Lužické hory, нем. Lausitzer Gebirge) — горный хребет в Западных Судетах, на границе Германии и Чехии.
Лужицкие горы являются продолжением на восток расположенных западнее долины Эльбы Рудных гор. Они протянулись от Усти-над-Лабем мимо Циттау до Либерца; в северной (германской) части они носят название Циттауэр-Гебирге. К северу от них находится Лужицкое нагорье, к югу — Циттауская котловина. По хребту Лужицких гор проходит водораздел Балтийского и Северного морей.
Высочайшей вершиной Лужицких гор является Луж (792 м).